# Leptonychoides juengeri
Leptonychoides juengeri is een keversoort uit de familie zwartlijven (Tenebrionidae). De wetenschappelijke naam van de soort is voor het eerst geldig gepubliceerd in 1990 door W. Schawaller.